# 日本の伝統芸能 (NHK)
『日本の伝統芸能』（にっぽんのでんとうげいのう）は、1990年4月7日から2011年3月23日までNHK教育テレビで放送された日本の伝統芸能専門の教養番組である。2009年1月まではNHKワールドTVでも放送されていたが、完全英語放送による大規模な番組改編によって打ち切られた。

## 概要
歌舞伎・能・狂言・文楽などの楽しみ方を、月替わりで「○○入門」と題して紹介した。2010年度には、歌舞伎 → 能・狂言 → 文楽の順に4回放送した。
番組は二ヶ国語放送を行った（地上デジタル放送ではステレオ2音声方式）。通常は副音声で外国人向けの英語による解説を行ったが、海外在住者向けのNHKワールドTVでは逆に英語を主音声にした。
2011年のデジタル放送完全統合に伴う大規模改編で番組の整理が行われ、同じく伝統芸能を扱っていた『芸能花舞台』と統合した。これにより、『にっぽんの芸能』へと発展する形で終了した。

## 放送時間
いずれも日本標準時。別の時間帯での再放送あり。
- 土曜日 21:45 - 22:15 （1990年4月7日 - 1991年3月30日）
- 土曜日 19:00 - 19:30 （1991年4月6日 - 1992年4月4日）
- 土曜日 19:00 - 19:27 （1992年4月11日 - 1993年4月3日） - 従来の再放送に加え、衛星第2テレビ（NHK BS2）での再放送も開始。
- 金曜日 22:00 - 22:30 （1993年4月9日 - 1994年4月1日）
- 金曜日 23:00 - 23:30 （1994年4月8日 - 1995年3月31日）
- 土曜日 21:30 - 22:00 （1995年4月8日 - 1996年3月30日）
- 金曜日 22:00 - 22:30 （1996年4月5日 - 1997年4月4日）
- 日曜日 07:00 - 07:30 （1997年4月6日 - 1998年4月5日）
- 土曜日 07:10 - 07:40 （1998年4月11日 - 1999年4月3日）
- 土曜日 12:30 - 13:00 （1999年4月10日 - 2004年4月3日） - 最後の2週分は別の時間帯に放送。これ以後、毎年春の改編期には放送時間の一時変更が生じるようになる。
- 土曜日 13:00 - 13:30 （2004年4月10日 - 2005年4月2日）
- 土曜日 12:30 - 13:00 （2005年4月9日 - 2008年3月29日）
- 水曜日 14:00 - 14:30 （2008年4月2日 - 2011年3月23日）

## 司会者
平野以外は全員NHKアナウンサー。
- 平野啓子
- 水谷彰宏 - 2007年3月まで担当。水谷は宇都宮放送局に勤務した時期があり、その頃には毎回東北新幹線で放送センターへ通って収録に参加した。
- 高橋美鈴 - 2007年4月から2010年3月まで担当。高橋は2009年秋から既に出産育児休養に入ったが、当該時期の放送内容は2009年度前期の再放送だったため、放送上では出演する形になった。
- 片山千恵子（当時NHK金沢放送局アナウンサー） - 「中村吉右衛門の歌舞伎入門」（初放送：2010年3月31日 - 同年4月21日）を担当。
- 金城均（当時NHK新潟放送局アナウンサー） - 「金春安明の能入門」および「茂山七五三の狂言入門」（初放送：2010年4月28日 - 同年5月19日）を担当。
- 秋鹿真人（当時NHK大阪放送局アナウンサー） - 「竹本住大夫の文楽入門」（初放送：2010年5月26日 - 同年6月29日）を担当。